# HESA Simorgh
HESA Simorgh – irański samolot transportowy, będący zmodyfikowaną wersją pasażerskiej maszyny An-140.

## Historia
3 grudnia 1995 roku Iran podpisał umowę o współpracy z ukraińskim biurem konstrukcyjnym Antonow. Umowa przewidywała przekazanie Iranowi licencji na budowę samolotów An-140, które otrzymały miejscowe oznaczenie IrAn-140 Faraz. Wstępne plany współpracy pomiędzy obydwoma krajami przewidywały wybudowanie do 2020 roku 80 maszyn w Iranie, plus, w ramach opcji, kolejnych 60. Początkowo samoloty miały być montowane na miejscu z części dostarczonych z Ukrainy, stopniowo jednak udział komponentów produkowanych na miejscy miał wzrastać. W rzeczywistości, do 2015 roku Irańczycy zdołali zmontować jedynie 14 egzemplarzy. Przyczyną opóźnień był wybuch wojny rosyjsko-ukraińskiej, który zdestabilizował dostawy z Ukrainy. Konsekwencją było całkowite zerwanie współpracy pomiędzy obydwoma krajami. 
Po zakończeniu produkcji IrAn-140, Irańczycy dysponowali jeszcze trzema niedokończonymi egzemplarzami samolotów. Prawdopodobnie jedna z nich stała się bazą do wybudowania prototypu samolotu Simorgh. Zmodyfikowano tylną sekcję kadłuba, wyposażając samolot w tylną rampę ładunkową. Modernizacja wymusiła podniesienie sekcji ogonowej w celu zapewnienia dostępu do rampy. Zmieniono również całe usterzenie pionowe i poziome. Prawdopodobnie w pracach modernizacyjnych brało udział rosyjskie przedsiębiorstwo Aviakor, biorące udział w budowie An-140 w Rosji. Aviakor był również autorem niewybudowanej wersji transportowej pasażerskiego An-140, oznaczonej jako An-140T. Ukończony prototyp irańskiego samolotu został oblatany 30 maja 2023 roku. Plany zakładają, iż HESA Simorgh zastąpi w irańskiej służbie maszyny Fokker F27. Z drugiej jednak strony, całkowite zerwanie współpracy z Ukrainą, i potencjalnym wsparciem technicznym jakiego Kijów mógłby udzielić, stawia pod znakiem zapytania dalszy rozwój samolotu.